# 赫里霍里夫卡 (巴什坦卡區)
47°45′46″N 32°42′10″E / 47.76278°N 32.70278°E
赫里霍里夫卡（烏克蘭語：Григорівка），是烏克蘭南部尼古拉耶夫州巴什坦卡區新布赫市镇的村落。面積0.64平方公里，海拔高度105米，2001年人口173，人口密度每平方公里270.3人。